# Helena D'Algy
Helena D'Algy (Lisboa, 18 de junho de 1906 — Madrid, 1992), nascida Antónia Lozano Guedes Infante, foi uma atriz de cinema luso-espanhola.
Conhecida por ter contracenado ao lado do galã Rudolph Valentino em A Sainted Devil (1924), fez carreira em Hollywood durante a era do cinema mudo, tendo participado em pelo menos vinte filmes. Perdendo fulgor com a introdução do som no cinema, durante a década de 1930 ainda participou em algumas produções faladas em francês e espanhol, retirando-se do meio cinematográfico em 1933. Continuou a sua carreira no teatro e na música, actuando nas décadas seguintes em diversos países. Era irmã mais nova do ator e realizador Tony D'Algy (1897-1977).
Referida tanto como de nacionalidade espanhola como de nacionalidade portuguesa ou ainda proveniente da América do Sul em diversos periódicos da época, apesar de ter tido pai português e mãe espanhola, ainda hoje em dia é contestado o local de nascimento da atriz, sendo disputadas as cidades de Lisboa e Madrid.

## Biografia

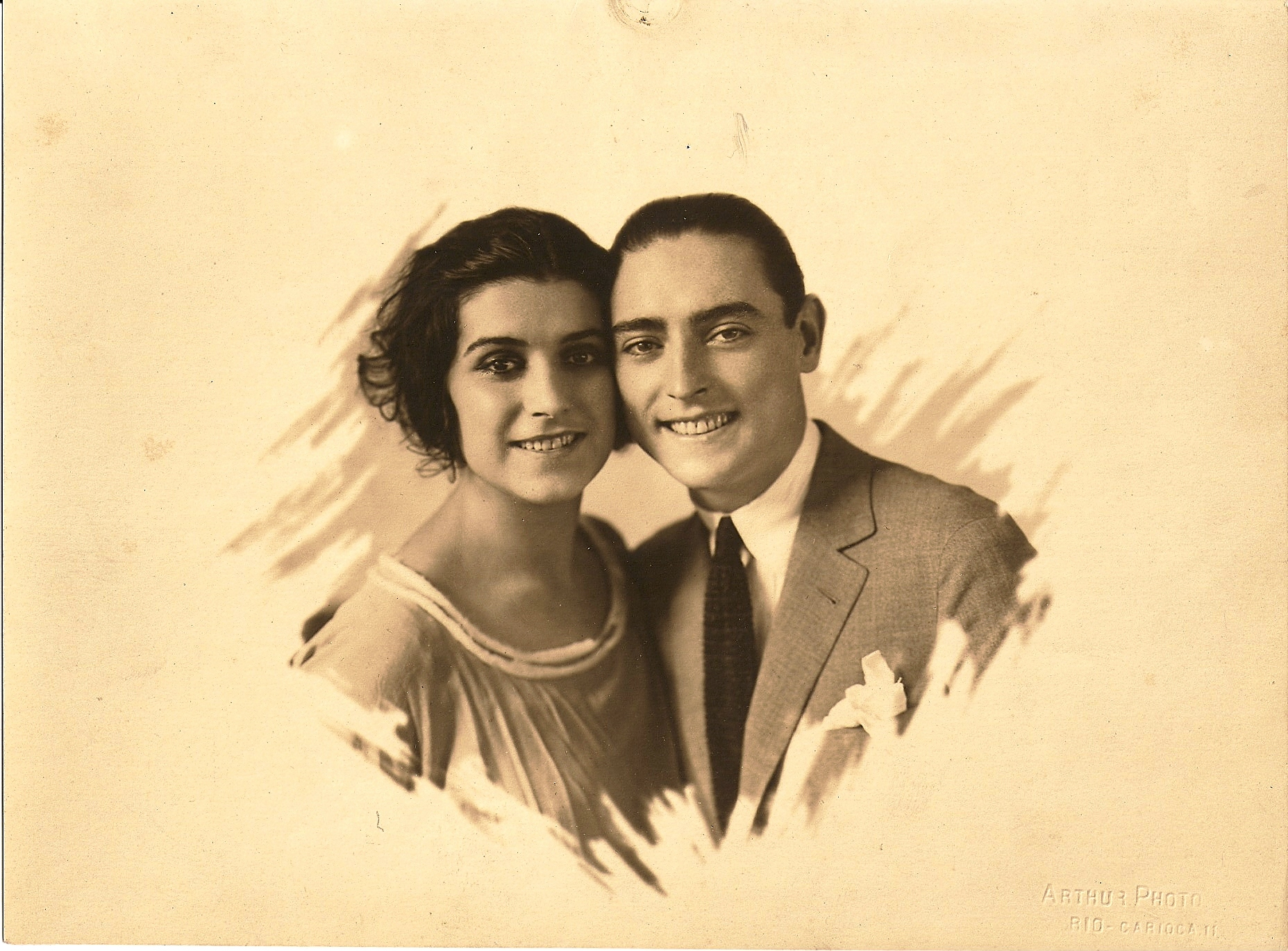
Retrato de Helena e Tony D'Algy (1923)

Nascida em Lisboa, a 18 de junho de 1906, Antónia Lozano Guedes Infante era filha de António Guedes Infante Júnior (1856-1915), engenheiro civil e coronel, natural da cidade do Porto, que exerceu em Portugal e Espanha para além de também ter desempenhado o cargo de Director das Obras Públicas nas províncias de Angola, Cabo Verde e Moçambique, e de Blanca Lozano Caparré, cantora soprano de nacionalidade espanhola, sendo ainda irmã mais nova de António Lozano Guedes Infante, conhecido posteriormente como Tony D'Algy. Pelo lado paterno era neta de D. António Guedes Infante, fidalgo e cavaleiro português da Casa Real, comendador da Ordem de Carlos III e de Isabel a Católica e cônsul de Portugal em Vigo, e de D. Anna Emilia de Roure O'Neill (1815-1880), descendente pelo lado materno do clã O'Neill.

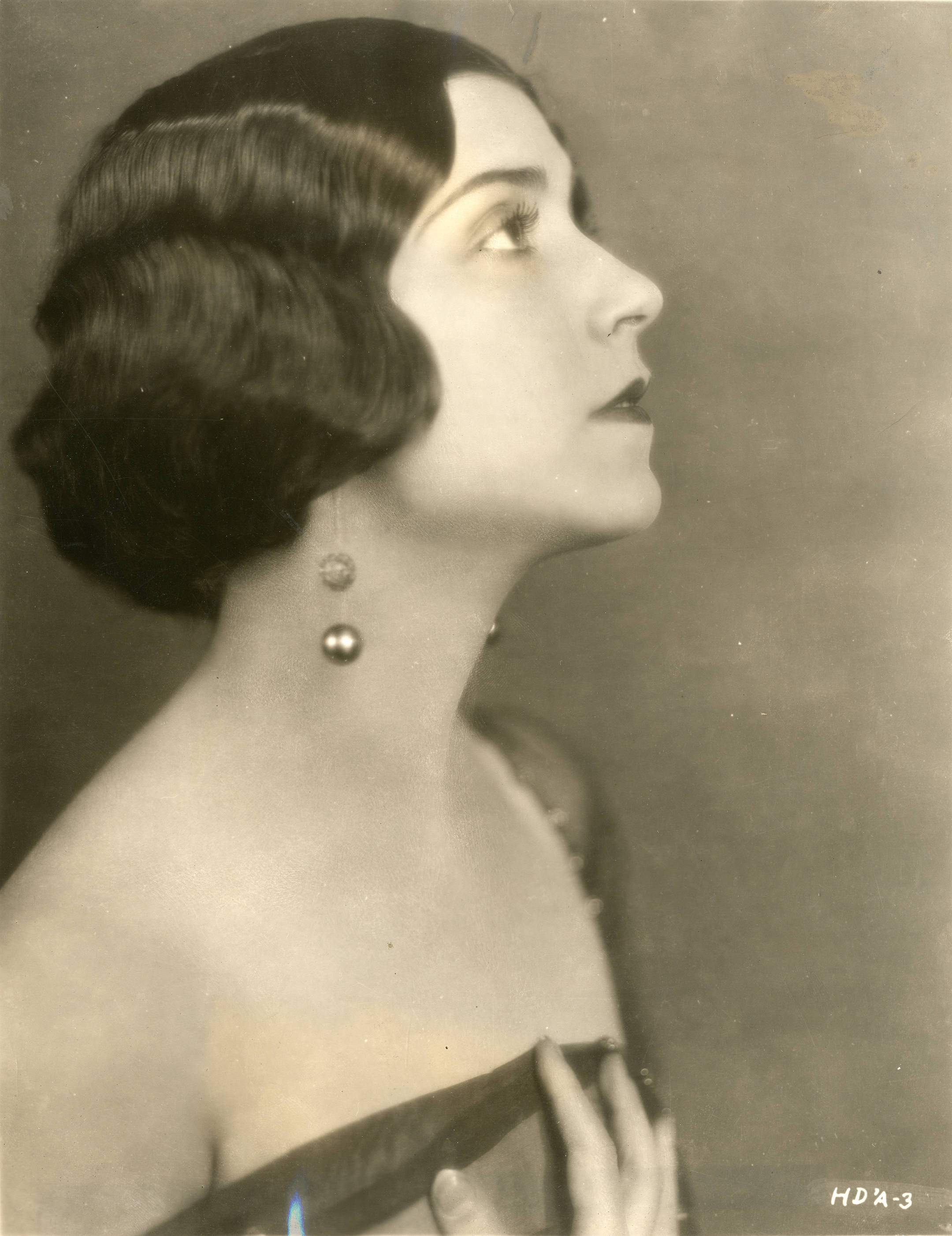
Retrato de Helena D'Algy (1925)

Após a morte do seu pai, a família fixou residência em Madrid e a sua mãe retomou a carreira artística no elenco operático do Teatro Real, actuando sob o nome Blanca Drymma. Instruída no canto lírico e na dança desde tenra idade, ainda adolescente ingressou na companhia da atriz mexicana Esperanza Iris, partindo pouco depois em digressão para o Brasil e o Chile, onde actuou e cantou em pequenas produções teatrais faladas em francês, português, espanhol e inglês.
Em 1923, após receber o convite do seu irmão que havia emigrado para os Estados Unidos, com 17 anos de idade partiu para Nova Iorque, integrando o elenco de algumas produções da Ziegfield Follies na Broadway. Adoptando o nome artístico Helena D'Algy, apelido também utilizado por Tony D'Algy, sendo o nome composto pelas suas iniciais (António Lozano Guedes Infante) e substituído o I pelo Y, um ano depois viajou com o seu irmão para Los Angeles.
 

Decididos a singrar em Hollywood, após serem descobertos pela produtora e argumentista Natacha Rambova, os irmãos inseriram-se no meio artístico da cidade e assinaram diversos contractos com os estúdios Fox Film, Metro Pictures, Warner Bros e Paramount Pictures, tendo começado a integrar o elenco principal e secundário de diversas produções realizadas por Josef von Sternberg, Victor Sjöström, J. Gordon Edwards, Christy Cabanne e Alan Crosland, entre outros nomes sonantes do período do cinema mudo americano. Creditada também como Elena ou ainda Hélène D'Algy, contracenou ao lado de algumas das mais famosas estrelas desse período, tais como Rudolph Valentino, John Barrymore, Coit Albertson, George O'Brien, Doris Kenyon, ZaSu Pitts, Norma Shearer, Buck Jones, Conrad Nagel, Lou Tellegen ou ainda o músico argentino Carlos Gardel.

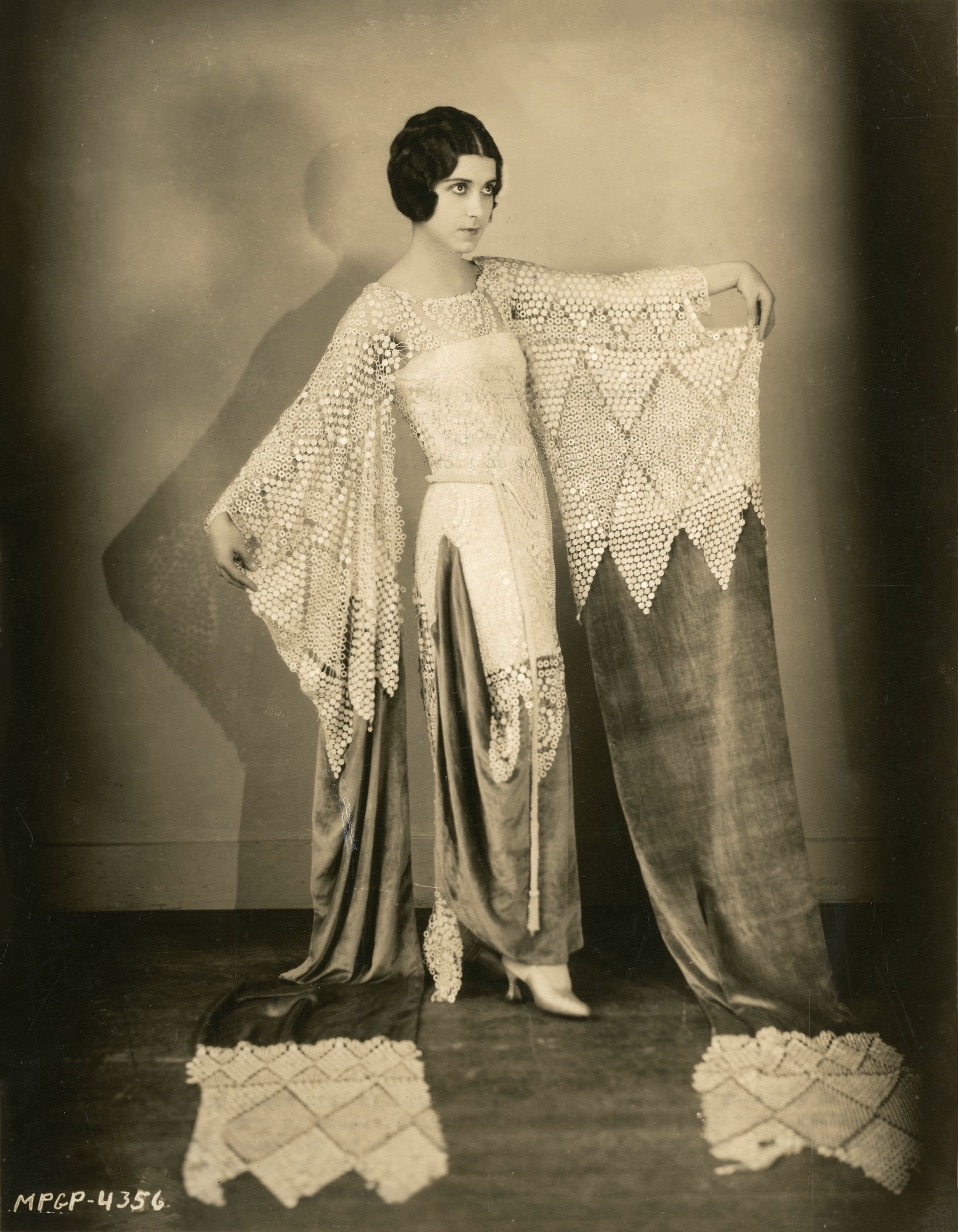
Helena D'Algy num teste de guarda-roupa para o filme The Exquisite Sinner (1926)

Após alguns anos a viver na "meca do cinema", em 1927 Helena D'Algy viajou para Berlim, Alemanha, onde participou no filme Raza de Hidalgos, realizado pelo seu irmão Tony D'Algy, partindo pouco depois para o México e Cuba, onde actuou na companhia teatral de Ernesto Vilches, e para Espanha, juntando-se à Companhia Cine-Teatro, dirigida por Juan de Orduña e Felipe Fernansuar durante algumas temporadas.
De regresso aos Estados Unidos, em 1930 retomou a sua carreira cinematográfica com o filme Doña Mentiras de Adelqui Millar, contudo os papéis começavam a escassear para a jovem atriz que interpretava quase sempre o papel de sedutora hispânica.
Fixando-se temporariamente em Paris e Londres durante a década de 1930, com a introdução do som no cinema, estreou-se em alguns filmes sonoros falados em francês e espanhol, sendo no entanto todos co-produzidos por estúdios americanos e europeus. Sem o mesmo sucesso que tinha outrora no cinema mudo, durante o mesmo período a atriz regressou à Broadway por dois meses para participar na peça The Sex Fable, ao lado de Anthony Ireland, e contratada pela companhia de teatro de revista do Teatro Sarmiento de Buenos Aires viajou para a Argentina, onde comprou casa, contudo, sentindo que não se encontrava bem fisicamente para desempenhar o seu papel rescindiu o contrato meses antes da estreia. Apenas em 1933 Helena D'Algy regressou uma vez mais a Hollywood, onde participou no musical Suburban Melody. Apesar do sucesso do filme, a atriz retirou-se do mundo do cinema com apenas 27 anos de idade.

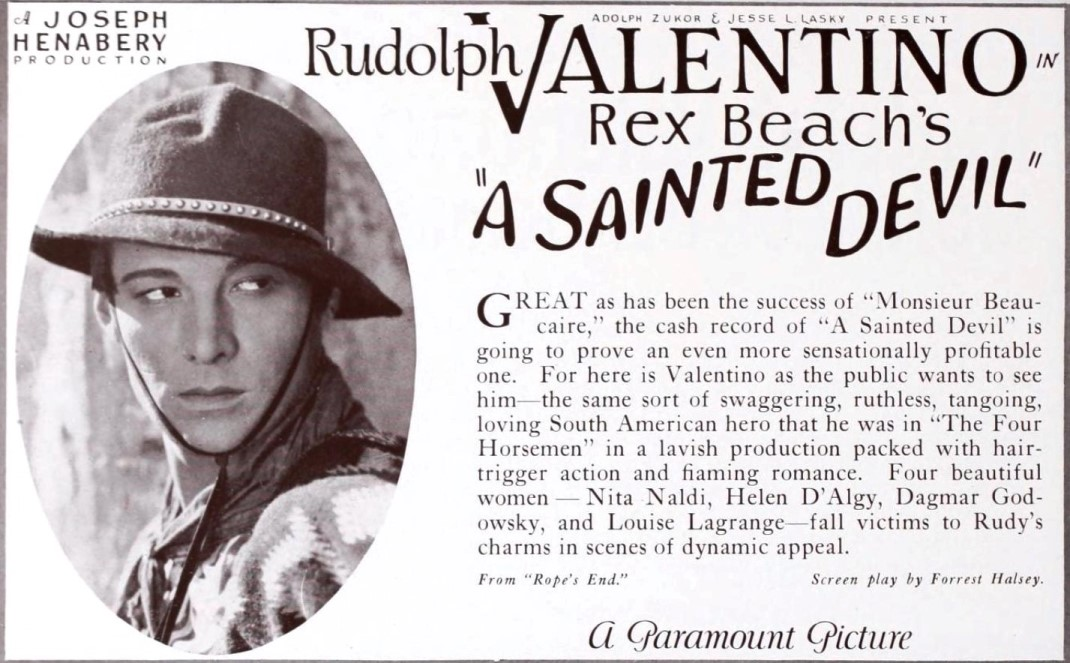
Anúncio publicitário do filme A Sainted Devil (1924)

Actuando desde então em diversas salas de espectáculos pelo mundo, nesse mesmo ano estreou-se na Ópera do Cairo, no Egipto, com o musical La couturière de Lunéville do dramaturgo Alfred Savoir e Cuevas gitanas do maestro Modesto Romero. Três anos depois, após se ter casado, actuou em Montmartre, Paris, sob o nome Elena Sandoval d’Algy, retomando no entanto o seu nome artístico original Helena D'Algy meses depois num outro espectáculo em Bucareste, Roménia.
Com o eclodir da Guerra Civil Espanhola, Helena D'Algy separou-se do seu marido e regressou a Portugal, permanecendo no país, nomeadamente a viver no Estoril, durante a Segunda Guerra Mundial, onde viveu uma discreta e longa relação amorosa com Juan de Borbón, príncipe e pretendente à coroa espanhola a viver no exílio.
Mudando-se para Madrid em 1963, retirou-se do mundo artístico somente voltando a surgir no grande ecrã com a sua última participação no documentário espanhol Imagénes Perdidas para a TVE (Televisión Española) em 1991.
Faleceu em 1992, na sua residência em Madrid, Espanha, tendo sido cremada conforme as suas últimas vontades.

## Filmografia
- Let Not Man Put Asunder (1924)

- Lend Me Your Husband (1924)
- It Is the Law (1924)
- A Sainted Devil (1924)
- Pretty Ladies (1925)
- Daddy's Gone A-Hunting (1925)
- Confessions of a Queen (1925)[27]
- The Fool (1925)
- Pretty Ladies (1925)
- Siberia (1926)
- Don Juan (1926)
- The Cowboy and the Countess (1926)[28]
- The Exquisite Sinner (1926)
- The Silver Treasure (1926)
- Raza de Hidalgos (1927)
- Un Hombre de Suerte (1930)
- Doña Mentiras (1930)
- Marions-nous (1931)
- El Hombre que Asesinó  - versão espanhola de Stambul (1932)
- Between Night and Day (1932)
- Suburban Melody (1933)
- Imagénes Perdidas (1991)